# Людовик III де Бурбон-Конде
Людовик III де Бурбон-Конде (англ. Louis III de Bourbon-Condé, 11 октября 1668, Париж — 4 марта 1710[…], Париж) — французский принц крови.

## Биография
Людовик был сыном Генриха III де Бурбона, принца Конде, и Анны Генриетты Пфальц-Зиммернской. В 1685 году он стал кавалером Ордена Святого Духа. В 1688 году участвовал в осаде Филиппсбурга, в 1691 — в осаде Монса, в 1692 — в осаде Намюра.
После смерти отца в 1709 году Людовик унаследовал его титулы, должности и владения. Но, поскольку титул первого принца крови перешёл к герцогу Орлеанскому, Людовика, в отличие от его отца, именовали не Месье принц, а всего лишь Месье герцог. По этой причине он не использовал титул принц Конде, предпочитая именоваться герцогом де Бурбон.
Людовик ненадолго пережил отца. Он умер скоропостижно — предположительно от апоплексического удара.

## Семья
В 1685 году Людовик женился на Луизе Франсуазе Нантской (1673—1743), внебрачной дочери Людовика XIV от мадам де Монтеспан. В этом браке родились:
1. Мария Анна (1690—1760), аббатиса Мобюиссона;
2. Людовик IV Генрих (1692—1740), принц Конде;
3. Луиза Елизавета (1693—1775), замужем за Луи Арманом II Бурбон-Конти;
4. Луиза Анна (1695—1758), мадемуазель де Шароле;
5. Мария Анна (1697—1741), мадемуазель де Клермон, замужем за Луи де Мелёном (ум. 1724), герцогом де Жуайезом;
6. Шарль (1700—1760), граф де Шароле;
7. Генриетта Луиза (1703—1772), аббатиса;
8. Елизавета Александрина (1705—1765), мадемуазель де Же
9. Людовик (1709—1771), граф де Клермон-о-Аргон.

От мадемуазель де Бланшфор оставил внебрачную дочь:
- Луиза Шарлотта де Бурбон (1700—1754), мадемуазель де Дампьерр, узаконена в 1726, замужем за Николя де Шанжи, графом де Руссильоном.